# Tristan Corbière
Édouard-Joachim Corbière, anomenat Tristan Corbière (Coat-Congar de la comuna francesa Morlaix, Finisterre, 18 de juliol de 1845 - 1 de març de 1875) va ser un poeta i escriptor francès representant del simbolisme francès del segle xix
Tancat, lligat a l'oceà i a les seves arrels bretones, i tenyit de menyspreu pel sentimentalisme romàntic, la seva obra també es caracteritza pel seu joc idiomàtic i una modernitat excepcional. Va ser elogiat per Ezra Pound i per T. S. Eliot (sobre l'obra del qual va tenir una gran influència).
El seu treball va ser poc conegut fins que Paul Verlaine el va incloure en la seua prosa poètica d'Els poetes maleïts (Poètes maudits); la recomanació de Verlaine va ser suficient per a dur el seu treball a la llum pública i establir-lo com un dels mestres reconeguts del simbolisme i posteriorment va ser redescobert i tractat com a predecessor pels surrealistes.
El seu únic treball publicat en vida va aparèixer a Les amours jaunes, publicat el 1873. És un llibre de poemes en el qual el lirisme descriptiu, el reflex de l'atracció que van despertar en l'autor l'oceà i la terra i la gent de Bretanya s'uneixen a originals troballes formals, presidits pel sarcasme, la crítica irònica i l'esperit de rebel·lia.
Tristan Corbière va morir a la seva ciutat natal amb només vint-i-nou anys, malalt de tuberculosi.